# À Punt

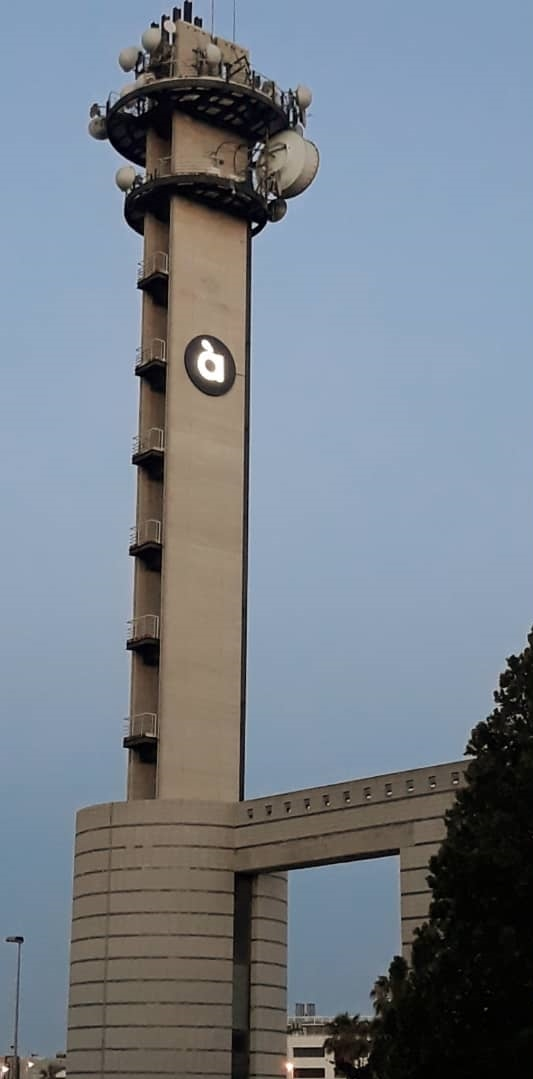
Sede de la en Burjasot, con el logo iluminado que se encuentra ubicado en la torre de comunicaciones.

À Punt es un canal de televisión en abierto español que emite para la Comunidad Valenciana. Es operado por À Punt Mèdia, grupo propiedad de la Generalidad Valenciana a través de la Corporació Audiovisual de la Comunitat Valenciana. Sus emisiones se hacen principalmente en valenciano, aunque ocasionalmente también se emiten contenidos en castellano, entre los que destacan la mayoría de bloques publicitarios. Además, retransmite antiguos programas de Canal Nou, Nou 2 y Nou 24.

## Historia
En verano de 2015, el nuevo gobierno valenciano inició los trámites para reabrir Canal 9, también llamado Canal Nou, a la espera de aprobar en las Cortes Valencianas un modelo definitivo. La televisión provisional emitiría, sin apenas trabajadores, contenidos grabados, películas o series que Canal 9 tenía adquiridos, y se llamaría Canal GVA (Canal Generalidad Valenciana), simulando al canal de comunicación y emisión de ruedas de prensa de la Generalidad. La mañana del 25 de septiembre de 2015, durante unos minutos, en los antiguos 3 canales de la TDT de RTVV volvieron a aparecer las antiguas ráfagas de RTVV, vigentes de 2010 a 2013, y el 6 de octubre apareció una carta de ajuste con la senyera valenciana. Finalmente, debido a problemas legales, Canal GVA no pudo emitir el 9 de octubre.
Después de que fuera cerrado Canal Nou, el 14 de julio de 2016 las Cortes Valencianas aprueban con 64 votos a favor —PSPV-PSOE, Compromís, Podemos y Ciudadanos— y 26 abstenciones —PPCV— la proposición de ley de apertura de la Corporación Valenciana de Medios de Comunicación. La ley recoge que este ente debe tener tres canales, aunque no llega a especificar ni los nombres ni la fecha de inicio de las emisiones.
Por su parte, el concurso para la elección de la marca y de la imagen corporativa se abre el 31 de enero de 2017, dotándose de una cuantía de 50 000€ para el ganador de la propuesta elegida.
El 8 de marzo de 2017, la Corporación Valenciana de Medios de Comunicación da a conocer cual será el nombre de su primer canal de televisión. Dicho nombre, ideado por la agencia Aftershare —de la que el publicista Risto Mejide es socio—, se ha seleccionado de entre 82 propuestas. Según la Generalidad Valenciana, de la que depende el organismo de la Corporación, se ha elegido el nombre À Punt por tres razones: la primera es que la letra «A» aparece en los nombres de las tres provincias de la Comunidad Valenciana: Castellón, Valencia y Alicante; en segundo lugar porque la «A» es la primera letra del abecedario, "es el inicio, empezar desde cero, inaugura algo nuevo", y dado que se ha "agotado el criterio de los números, se ha elegido la primera letra"; y, por último, se le añade el acento abierto, la à tónica en valencià, algo característico de la lengua Valenciana .
Tras dicha elección, el diputado del PPCV Jorge Bellver pide que se reconsidere este nombre porque "À Punt" fue el eslogan de la manifestación sobre la independencia en Cataluña durante la Diada de Cataluña de 2016, aunque todos los miembros del Consejo Rector, incluidos los de este mismo partido político, han votado por unanimidad este nombre. Otros diputados le recuerdan que la CVMC tiene independencia funcional, pese a ser de la Generalidad, y que, además, ese nombre fue anteriormente utilizado por el Ayuntamiento de Valencia y por la Agencia Valenciana de Movilidad mientras el Partido Popular gobernaba en ambas instituciones.
El 26 de julio se aprueba la «Carta de valores a los contenidos infantiles y juveniles»
El 30 de agosto de 2017 los telespectadores pueden ver, por primera vez, la carta de ajuste que presenta el nombre de la nueva cadena autonómica valenciana. Sobre fondo azul y con todo el texto en valenciano, anuncia sobre rectángulo amarillo y letras negras "Som À Punt Media" (Somos À Punt Media). Hasta ese día en la carta de ajuste se podía ver el logo de la CVMC, apareciendo los 3 canales de la extinta RTVV en TDT como CVMC 1, CVMC 2 y CVMC 3, y a finales de diciembre se emitía À Punt Ràdio a través de la emisión de la carta de ajuste.
El 25 de febrero de 2018 a las 19:45 horas, À Punt realizó su primera retransmisión en streaming, el acto de la Crida de las fallas de Valencia. En el mes de marzo de 2018, À Punt retransmitió en streaming todas las mascletás y a la 1:00 horas del 20 de marzo, retransmitió la Cremá de la falla municipal de Valencia.
El 25 de abril de 2018 empiezan las emisiones en pruebas del primer canal de la Corporación Valenciana de Medios de Comunicación con contenidos del archivo de RTVV (documentales, partidas de pelota valenciana y certámenes de bandas de música) y de la página web (programación infantil), todo ello entre las 8:00 y las 22:30. Las emisiones del primer día empezaron con el contenedor infantil Els Bíters y Doraemon, el gato cósmico.
El 12 de mayo se realizó la retransmisión en streaming del acto de la FSMCV en la plaza de toros de Alicante, que reunió a más de 4.000 estudiantes de diferentes escuelas de música de la comunidad.
Cuatro años, seis meses y doce días después del apagón de Canal Nou, decretado por el gobierno de Alberto Fabra (PP), el 10 de junio a las 14.30 horas arrancan las emisiones regulares con la programación definitiva durante las 24 horas.
El 28 de septiembre de 2018 se estrena la primera serie de ficción de producción propia de la cadena, La Vall, con un presupuesto inicial de 100.000€ por capítulo y una primera temporada de 13 episodios. A partir de ahí, la cadena inicia una nueva etapa con producciones como La Forastera, Parany o el esperado regreso de L'Alqueria Blanca. 
En marzo de 2020 Empar Marco dejó de ser la máxima responsable de la cadena pública, siendo su sucesor Alfred Costa, en su momento jefe de emisiones de la radiotelevisión pública valenciana y exconcejal del Partido Socialista del País Valenciano.
En septiembre de 2020 el Tribunal Superior de Justicia de la Comunidad Valenciana anuló a posteriori el nombramiento de Empar Marco como directora general de À Punt por irregularidades en el proceso de selección.

### Emisión por televisión
La televisión valenciana dispone de un canal de carácter generalista que emite en abierto por la TDT, a través de las frecuencias por las que emitía anteriormente Canal 9, así como también por Internet.
En cuanto a los cambios producidos antes de las emisiones del primer canal, el 12 de abril de 2018, À Punt procede a cambiar la cabecera de emisión de la TDT desde el Centro de Producciones de Programas de Burjasot (Valencia) para mejorar la emisión en alta definición, de cara al inicio de las emisiones en pruebas del 25 de abril. Asimismo, la radiotelevisión también estrena ese mismo día una nueva carta de ajuste, en la que se escucha la radio durante el fin de emisiones. La primera retransmisión en directo fue el partido entre el Valencia CF y el Al-Nassr FC, el día 9 de mayo de 2018 a las 17:40 horas. La primera persona que apareció en À Punt fue Clara Castelló en el acto del 50.º aniversario de la FSMCV, el 29 de mayo de 2018 a las 21:20 horas, en el cual 20.000 músicos batieron 10 récords Guinness en el Estadio de Mestalla.
Desde entonces hasta el 10 de junio de 2018, día de inicio de las emisiones regulares, se diseña la imagen corporativa y se valora el contenido a emitir. La emisión se inicia a las 14:30 con los informativos presentados por Adelaida Ferre y Vanessa Gregori.
La directora de À Punt, Empar Marco, no confía en los sistemas de medición de audiencia de Kantar Media y por tanto busca una alternativa para ello. CVMC emplea 55 055 € en encuestas para medir la audiencia del canal a partir de otoño de 2018 gracias a la empresa GFK Emer. Finalmente, el consejo rector, llega a un acuerdo con la empresa Kantar Media para medir sus audiencias a partir de septiembre de 2018.

## Programación

### Series originales de À Punt

#### 2018
| N.º | Título              | Estreno                  | Final                  | Temporadas                 | Espectadores | Share | Estado     |
| --- | ------------------- | ------------------------ | ---------------------- | -------------------------- | ------------ | ----- | ---------- |
| 1   | Açò es un destarifo | 11 de junio de 2018      | 28 de junio de 2019    | 2 temporadas, 53 episodios | -            | -     | Finalizada |
| 2   | La Vall             | 23 de septiembre de 2018 | 2 de diciembre de 2018 | 1 temporada, 13 episodios  | 34 000       | 1,5%  | Finalizada |

#### 2019
| N.º | Título       | Estreno                | Final                   | Temporadas               | Espectadores | Share | Estado     |
| --- | ------------ | ---------------------- | ----------------------- | ------------------------ | ------------ | ----- | ---------- |
| 1   | La forastera | 24 de marzo de 2019    | 19 de mayo de 2019      | 1 temporada, 8 episodios | 51 000       | 2,5%  | Finalizada |
| 2   | Parany       | 2 de diciembre de 2019 | 23 de diciembre de 2019 | 1 temporada, 4 episodios | 48 000       | 2,3%  | Finalizada |

#### 2020
| N.º | Título           | Estreno               | Final              | Temporadas                | Espectadores | Share | Estado     |
| --- | ---------------- | --------------------- | ------------------ | ------------------------- | ------------ | ----- | ---------- |
| 1   | Diumenge, paella | 12 de enero de 2020   | 5 de abril de 2020 | 1 temporada, 13 episodios | 59 000       | 2,7%  | Finalizada |
| 2   | La fossa         | 16 de febrero de 2020 | 1 de marzo de 2020 | 1 temporada, 4 episodios  | 38 000*      | 2,1%* | Finalizada |

#### 2021
| N.º | Título            | Estreno             | Final    | Temporadas                 | Espectadores | Share | Estado     |
| --- | ----------------- | ------------------- | -------- | -------------------------- | ------------ | ----- | ---------- |
| 1   | L'Alqueria Blanca | 21 de marzo de 2021 | presente | 5 temporadas, ¿? episodios | N/A          | N/A   | En emisión |

NOTAː L'Alqueria Blanca emitió once temporadas en Canal Nou, en 2021 se inicia de nuevo la producción de la serie con la duodécima temporada.

#### 2022
| N.º | Título        | Estreno               | Final                   | Temporadas   | Espectadores | Share | Estado     |
| --- | ------------- | --------------------- | ----------------------- | ------------ | ------------ | ----- | ---------- |
| 1   | Despres de Tu | 18 de febrero de 2022 | 9 de julio de 2023      | 42 episodios | 103 000      | 5,9%  | Finalizada |
| 2   | Desenterrats  | 13 de octubre de 2022 | 14 de diciembre de 2022 | 10 episodios | 29 000       | 2,2%  | Finalizada |

#### 2024
| N.º | Título         | Estreno             | Final               | Temporadas  | Espectadores | Share | Estado     |
| --- | -------------- | ------------------- | ------------------- | ----------- | ------------ | ----- | ---------- |
| 1   | La ley del mar | 15 de enero de 2024 | 16 de enero de 2024 | 3 episodios | 95 000       | 6,7%  | Finalizada |

### Programas originales de À Punt

#### Magazines vesprentinos
| Información | Información                         | Información             | Información             | Información                                 |      |      |      |      |      |      |      |      |
| N.º         | Nombre                              | Estreno                 | Final                   | Presentadores                               | 2018 | 2019 | 2020 | 2021 | 2022 | 2023 | 2024 | 2025 |
| ----------- | ----------------------------------- | ----------------------- | ----------------------- | ------------------------------------------- | ---- | ---- | ---- | ---- | ---- | ---- | ---- | ---- |
| 1           | À Punt directe                      | 10 de junio de 2018     | 18 de diciembre de 2020 | Carolina Ferre, Ferrán Cano y Joan Espinosa |      |      |      |      |      |      |      |      |
| 2           | La terrassa                         | 13 de julio de 2020     | 4 de septiembre de 2020 | Carolina Ferre y Eduard Forés               |      |      |      |      |      |      |      |      |
| 3           | Bona vesprada                       | 11 de enero de 2021     | 3 de febrero de 2023    | Máximo Huerta, Ferrán Cano y María Fuster   |      |      |      |      |      |      |      |      |
| 4           | Som de casa                         | 9 de octubre de 2023    | 26 de junio de 2024     | Ximo Rovira y Gema Payá                     |      |      |      |      |      |      |      |      |
| 5           | En directe                          | 9 de septiembre de 2024 | 28 de marzo de 2025     | Àlex Blanquer                               |      |      |      |      |      |      |      |      |
| 6           | Bona Vesprada Comunitat Valenciana’ | 31 de marzo de 2025     | 27 de junio de 2025     | Ximo Rovira y Àlex Blanquer                 |      |      |      |      |      |      |      |      |
| 7           | A la fresca                         | 30 de junio de 2025     | presente                | Eduard Forés y María Fuster                 |      |      |      |      |      |      |      |      |

#### Concursos
| Información | Información       | Información              | Información             | Información                                       |      |      |      |      |      |      |      |      |
| N.º         | Nombre            | Estreno                  | Final                   | Presentadores                                     | 2018 | 2019 | 2020 | 2021 | 2022 | 2023 | 2024 | 2025 |
| ----------- | ----------------- | ------------------------ | ----------------------- | ------------------------------------------------- | ---- | ---- | ---- | ---- | ---- | ---- | ---- | ---- |
| 1           | Atrapa'm si pots  | 11 de junio de 2018      | presente                | Eugeni Alemany, Carolina Ferre y Óscar Tramoyeres |      |      |      |      |      |      |      |      |
| 2           | Family duo        | 22 de septiembre de 2018 | 7 de julio de 2019      | Joan Espinosa                                     |      |      |      |      |      |      |      |      |
| 3           | Cantant al cotxe  | 17 de diciembre de 2019  | 30 de diciembre de 2020 | Carme Juan                                        |      |      |      |      |      |      |      |      |
| 4           | Celebrity School  | 4 de abril de 2020       | 23 de mayo de 2020      | Eugeni Alemany                                    |      |      |      |      |      |      |      |      |
| 5           | Duel de veus      | 9 de enero de 2021       | presente                | Àlex Blanquer                                     |      |      |      |      |      |      |      |      |
| 6           | El premi          | 26 de julio de 2021      | 3 de septiembre de 2022 | Lluís Cascant                                     |      |      |      |      |      |      |      |      |
| 7           | Això no es normal | 13 de julio de 2022      | 16 de agosto de 2022    | María Juan y Nerea Sanfe                          |      |      |      |      |      |      |      |      |
| 8           | Tresor o trasto   | 5 de enero de 2023       | 31 de marzo de 2023     | Eugeni Alemany                                    |      |      |      |      |      |      |      |      |
| 9           | ¡Nyas, coca!      | 6 de febrero de 2023     | 23 de junio de 2023     | Manu Górriz                                       |      |      |      |      |      |      |      |      |
| 10          | Alta tensión      | 12 de febrero de 2024    | 2024                    | Nelo Gómez                                        |      |      |      |      |      |      |      |      |
| 11          | A la saca         | 23 de junio de 2024      | presente                | Eugeni Alemany                                    |      |      |      |      |      |      |      |      |

#### Otros programas
| 1  | Assumptes interns    | 10 de junio de 2018      | 31 de diciembre de 2019 | Pere Aznar                                  |  |  |  |  |  |  |  |  |  |  |
| 2  | Trau la llengua      | 11 de junio de 2018      | 30 de diciembre de 2021 | Eugeni Alemany, Pepa Cases y Xavi Castillo  |  |  |  |  |  |  |  |  |  |  |
| 3  | Comediants           | 19 de septiembre de 2018 | 27 de noviembre de 2019 | María Juan                                  |  |  |  |  |  |  |  |  |  |  |
| 4  | Terra viva           | 10 de octubre de 2018    | 2023                    | Àlex Blanquer                               |  |  |  |  |  |  |  |  |  |  |
| 5  | Valencians al món    | 23 de abril de 2019      | presente                | -                                           |  |  |  |  |  |  |  |  |  |  |
| 6  | L'hora fosca         | 23 de marzo de 2021      | 2024                    | -                                           |  |  |  |  |  |  |  |  |  |  |
| 7  | Tàp Zàping           | 1 de enero de 2020       | 2024                    | Lluís Cascant y Àlex Blanquer               |  |  |  |  |  |  |  |  |  |  |
| 8  | No tenim trellat     | 24 de abril de 2021      | 4 de marzo de 2022      | Óscar Tramoyeres, Berta Báidez y Gemma Juan |  |  |  |  |  |  |  |  |  |  |
| 9  | Zoom                 | 17 de mayo de 2021       | presente                | Bernar Giménez y José Sáez                  |  |  |  |  |  |  |  |  |  |  |
| 10 | Tresors amb història | 18 de septiembre de 2021 | 30 de diciembre de 2023 | Carolina Ferre                              |  |  |  |  |  |  |  |  |  |  |
| 11 | Xino xano            | 29 de diciembre de 2021  | presente                | Hu Zhao                                     |  |  |  |  |  |  |  |  |  |  |
| 12 | La cuina de Morera   | 5 de julio de 2022       | presente                | Jordi Morera y Ana Sirvent                  |  |  |  |  |  |  |  |  |  |  |
| 13 | 400                  | 12 de enero de 2023      | 21 de noviembre de 2023 | Pere Aznar                                  |  |  |  |  |  |  |  |  |  |  |

#### Campanadas de fin de año
| Información      | Información               |           |           |           |           |           |           |            |
| Nombre           | Conocido por...           | 2018-2019 | 2019-2020 | 2020-2021 | 2021-2022 | 2022-2023 | 2023-2024 | 2024- 2025 |
| ---------------- | ------------------------- | --------- | --------- | --------- | --------- | --------- | --------- | ---------- |
| Carolina Ferre   | Presentadora y periodista |           |           |           |           |           |           |            |
| Eugeni Alemany   | Presentador y periodista  |           |           |           |           |           |           |            |
| Àlex Blanquer    | Presentadora y periodista |           |           |           |           |           |           |            |
| Máximo Huerta    | Presentador y periodista  |           |           |           |           |           |           |            |
| Òscar Tramoyeres | Presentador y cómico      |           |           |           |           |           |           |            |
| Ximo Rovira      | Presentador y periodista  |           |           |           |           |           |           |            |

#### Audiencias
| Información | Información                      | Información  | Información |
| Año         | Presentadores                    | Espectadores | Share       |
| ----------- | -------------------------------- | ------------ | ----------- |
| 2018 - 2019 | Carolina Ferre y Eugeni Alemany  | 98 000       | 6,4%        |
| 2019 - 2020 | Carolina Ferre y Eugeni Alemany  | 118 000      | 7,3%        |
| 2020 - 2021 | Carolina Ferre y Eugeni Alemany  | 321 000      | 12,9%       |
| 2021 - 2022 | Àlex Blanquer y Máximo Huerta    | 90 000       | 5,2%        |
| 2022 - 2023 | Àlex Blanquer y Òscar Tramoyeres | 145 000      | 9,2%        |
| 2023 - 2024 | Àlex Blanquer y Ximo Rovira      | 117 000      | 7,4%        |
| 2024 - 2025 | Àlex Blanquer y Ximo Rovira      |              |             |
| 2025 - 2026 |                                  |              |             |

## Audiencias
Evolución de la cuota de pantalla mensual.
|      | Enero | Febrero | Marzo  | Abril | Mayo | Junio | Julio | Agosto | Septiembre | Octubre | Noviembre | Diciembre | Media anual |
| ---- | ----- | ------- | ------ | ----- | ---- | ----- | ----- | ------ | ---------- | ------- | --------- | --------- | ----------- |
| 2018 | -     | -       | -      | -     | -    | -     | -     | -      | -          | 1,2%*   | 1,4%      | 1,3%      | 1,4%        |
| 2019 | 1,3%  | 1,5%    | 2,5%   | 1,9%  | 2,2% | 2,0%  | 2,3%  | 2,5%   | 2,7%       | 2,3%    | 1,9%      | 2,2%      | 2,3%        |
| 2020 | 2,5%  | 1,9%    | 3,2%   | 3,3%  | 3,2% | 2,9%  | 2,6%  | 2,5%   | 3,0%       | 3,5%    | 3,7%      | 3,7%      | 3%          |
| 2021 | 3,6%  | 3,2%    | 3,6%   | 3,7%  | 4,0% | 3,6%  | 2,8%  | 2,8%   | 3,4%       | 3,0%    | 3,4%      | 3,2%      | 3,4%        |
| 2022 | 2,9%  | 2,9%    | 3,9%   | 3,0%  | 3,0% | 3,2%  | 2,7%  | 3,2%   | 3,3%       | 3,1%    | 3,3%      | 3,0%      | 3,1%        |
| 2023 | 3,6%  | 3,7%    | 4,4%   | 2,9%  | 3,2% | 3,1%  | 2,4%  | 2,2%   | 3,0%       | 2,5%    | 2,5%      | 2,2%      | 2,9%        |
| 2024 | 2,3%  | 2,3%    | 3,0%   | 2,0%  | 2,0% | 2,1%  | 1,7%  | 2,0%   | 2,6%       | 3,7%    | 4,4%      | 2,7%      | 2,6%        |
| 2025 | 3,0%  | 3,0%    | 4,7%** | 2,5%  | 2,4% | 2,5%  | 2,4%  |        |            |         |           |           |             |

(*) Mínimo histórico de audiencia mensual (desde que comenzaron a medirse las audiencias del canal).       
(**) Meses en los que se produjo el récord histórico de audiencia.